# Versus magazine
Versus magazine était un magazine français consacré aux musiques rock (rock indé, metal, punk, industriel, psyché, krautrock, hardcore, noise, pop) et expérimentales créé en 2004 par l'équipe de feu Velvet magazine.
À diverses occasions le magazine consacre des sujets aux artistes graphiques, photographes, etc.
À la suite de différends avec l'éditeur de Velvet, la rédaction décide de se séparer de celui-ci après trois numéros pour lancer Versus avec l'aide d'un autre éditeur. Velvet lui, continuera le temps de trois autres numéros (et avec une nouvelle équipe rédactionnelle composée d'ex X-Rock, Rock Sound, etc.) avec une ligne éditoriale moins originale, plus orientée pop et new-rock (des courants alors à la mode).[réf. nécessaire]
À partir de son n°8 Versus opte pour un logo VS (en gros) flanqué du nom complet en plus petit.
Au terme de dix numéros, Versus Magazine passe à la vitesse supérieure, et change de nom pour devenir Noise Magazine. Noise est un bimestriel avec la même ligne éditoriale que Versus, et est réalisé par la même équipe. Lors de son premier numéro, paru le 8 juin 2007, il a notamment mis à l'honneur les Young Gods, Dinosaur Jr, Battles, Blonde Redhead, Electrelane, Black Sabbath, Unsane... 